# 骆驼山街道
骆驼山街道，是中华人民共和国江苏省徐州市云龙区下辖的一个乡镇级行政单位。

## 行政区划
骆驼山街道下辖以下地区：
津东社区、狮南社区、狮子山社区、金骆驼社区、民怡园社区、民祥园社区、阳光社区、东方美地社区和民富园社区。